# Cazul vampirului din Whitechapel

Coperta DVD a seriei de 4 filme canadiene de televiziune regizate de Rodney Gibbons, cu Matt Frewer și Kenneth Welsh, The Sherlock Holmes Collection

Cazul vampirului din Whitechapel este un film de crimă regizat de Rodney Gibbons[*] după un scenariu de Rodney Gibbons[*]. A fost produs în Canada de studiourile Muse Entertainment Enterprises[*] și a avut premiera în 2002, fiind distribuit de Hallmark Channel. Coloana sonoră este compusă de Marc Ouellette. 

## Distribuție
Rolurile principale au fost interpretate de actorii:

Matt Frewer
Kenneth Welsh
Kathleen Fee[*]
Jere Gillis[*]
Cary Lawrence[*]
Isabel dos Santos[*]
Michel Perron[*]
Tom Rack[*]
Norris Domingue[*]
Julian Casey[*]  .